# Sontheim an der Brenz
Sontheim an der Brenz è un comune tedesco di 5 646 abitanti, situato nel land del Baden-Württemberg.